# Gerichts-Zeitung
In den Jahren 1919 bis 1931 wurde in Wien die Gerichts-Zeitung verlegt.
Die Gerichts-Zeitung war von 1850 bis 1918 unter dem Titel Allgemeine Österreichische Gerichtszeitung erschienen, die von Theobald von Rizy gegründet und bis 1866 herausgegeben wurde. Sie wurde seit 1850 von Moritz von Stubenrauch und seit 1864 gemeinsam von Stubenrauch und Julius Glaser redigiert. In ihr publizierten so renommierte Rechtswissenschaftler wie Rudolf von Jhering. Die Gerichts-Zeitung wurde zur 1. Ausgabe des Jahres 1932 mit den Juristischen Blättern zusammengelegt, die bereits seit 1872 erschienen waren.
Die Gerichts-Zeitung erschien zweimal im Monat mit Ausnahme des Monats August.
Sie enthielt Aufsätze, Buchbesprechungen sowie Gerichtsentscheidungen zu allen Rechtsgebieten, insbesondere des Obersten Gerichtshofs zu Zivil- und Strafsachen. Für die Jahre 1919–1920 ist die ungezählte Beilage „Zivil- und Strafentscheidungen; Kriegsrechtliche Entscheidungen“ nachgewiesen.
Verleger, Eigentümer und Herausgeber war die „Manzsche Verlags- und Universitäts-Buchhandlung“ mit Sitz am Kohlmarkt 20 in Wien I. Der Sitz der Schriftleitung war ab 1927 in der Habitgasse 178, Wien XIII/4.
Verantwortliche Schriftleiter waren Erwin Hellmer und Gustav Ratzenhofer.